# 바르나바 복음서
바르나바 복음서는 예수 그리스도의 생애를 그린 책으로, 예수의 제자 바르나바에 의해 저술되었다고 주장된다.